# Проспект Маршала Блюхера
Проспект Ма́ршала Блю́хера — крупная магистраль в Калининском и Красногвардейском районах Санкт-Петербурга. Проходит от Кантемировской улицы и Полюстровского проспекта до перекрёстка с Зыбинской улицей и строящимся продолжением улицы Коммуны, при этом участки от проспекта Энергетиков до Уманского переулка и от Анисимовской дороги до Индустриального проспекта отсутствуют.

## История
По трассе современного проспекта Маршала Блюхера ранее проходили две дороги:
- Крещенская улица, название известно с 1912 года. Изначально проходила от Кушелевской дороги в тупик в сторону Лабораторного проспекта, а в 1930-е годы была с ним соединена. 27 февраля 1941 года Крещенская улица (происхождение этого названия остается невыясненным) была переименована в улицу МОПРа, в честь Международной организации помощи борцам революции, функционировавшей в 1922-1947 годах.
- Анников проспект, по фамилии домовладельца Александра Александровича Анникова. Название известно с 1913 года, проходил от Пискарёвского проспекта до Соединительной железной дороги. В 1970-х годах Анников проспект был сокращён до проспекта Энергетиков. До 1970-х годов Анников проспект шёл дальше, до Безымянного ручья, но позже этот участок был упразднен.

29 декабря 1980 года обе эти магистрали вместе с новопроложенными участками были объединены в проспект Маршала Блюхера, увековечив память героя Гражданской войны Василия Константиновича Блюхера. Интересен тот факт, что бывший Анников проспект — это ныне боковой проезд на чётной стороне проспекта Маршала Блюхера, а основные проезжие части проспекта Маршала Блюхера на этом участке были проложены «с нуля».
В связи с существующими планами по продлению проспекта Маршала Блюхера до перспективного продолжения улицы Коммуны, 20 сентября 2013 года в его состав был включён участок Анисимовской дороги между Индустриальным проспектом и железной дорогой.
Строительство нового участка проспекта Маршала Блюхера — от Индустриального проспекта до планируемого перекрестка с Зыбинской улицей и улицей Коммуны — началось в 2012 году. Однако из-за банкротства подрядчика ООО «Дорожник-92» работы были прекращены. В 2020-х годах работы по строительству данного участка были возобновлены, и в апреле 2023 года участок был официально открыт для движения.
В 2019 году начались работы по подготовке документации для строительства путепровода в створе проспекта Маршала Блюхера для будущего соединения всех его частей воедино.

## Пересечения
С запада на восток (по увеличению нумерации домов) проспект Маршала Блюхера пересекает следующие улицы:
- Полюстровский проспект
- Кушелевская дорога
- Лабораторный проспект / Лабораторная улица
- Кондратьевский проспект
- Ключевая улица
- Замшина улица
- Пискарёвский проспект
- улица Буренина (примыкает к дублёру)
- проспект Энергетиков / Екатерининский проспект
- Уманский переулок
- Анисимовская дорога
- Индустриальный проспект
- улица Потапова
- Зыбинская улица

## Здания и объекты
Проспект Маршала Блюхера условно делится на две части:

### От Полюстровского до Лабораторного проспекта
До недавнего времени представлял собой автомобильную магистраль практически без жилых зданий вокруг. Южнее проспекта расположились автомастерские и гаражи, севернее — территория бывшей воинской часть № 67678, на территории которой долгие годы располагалось ФГУП «755 Артиллерийский ремонтный завод» (бывшая Артиллерийская лаборатория, по которой названы Лабораторная улица и Лабораторный проспект). Примерно с начала 2010-х гг. почти всё, что имело отношение к военному делу, было снесено, и ныне эти территории активно застраиваются.

### От Лабораторного проспекта до проспекта Энергетиков
Проспект проходит по жилым кварталам, разделяя две исторические зоны: Полюстрово (южнее проспекта) и Пискарёвка (в северной части).
Вдоль северной части тянутся высоковольтные линии электропередачи ЛЭП между подстанциями «Восточная» и «Волхов-Северная», территория под которыми и вокруг которых образует от Лабораторного проспекта к востоку до Пискарёвского проспекта обширную зелёную зону. Она ограничивает с юга квартал новостроек, расположенный между проспектом Маршала Блюхера, Лабораторным и Кондратьевским проспектами и Бестужевской улицей, с современными многоэтажными домами (пример застройки — жилой комплекс «Панорама»). Квартал появился в первом десятилетии XXI века, и новое строительство жилых зданий в квартале продолжается вдоль Лабораторного проспекта. По некоторым проектам, ЛЭП хотят перевести из воздушных в подземные (провести каблирование) и построить на освободившейся территории новые жилые зоны, но эти проекты испытывают трудности с реализацией, и в начале XXI века линия электропередачи реконструируется прежде всего в воздушном исполнении.
Зелёная территория защитной зоны ЛЭП между Замшиной улицей и Пискарёвским проспектом примыкает к территории зелёных насаждений общего пользования, разделённой Бестужевской улицей на Пионерский парк и парк Академика Сахарова, в котором на углу проспекта Маршала Блюхера и Пискарёвского проспекта установлен памятник жертвам радиационных катастроф.

## Транспорт
- Автобусы № 105, 131, 137, 181, 185, 222, 237, 249, 271.
- Троллейбусы № 18, 31.

Также в будущем планируется строительство станции метро «Проспект Маршала Блюхера», которая будет принадлежать новой Красносельско-Калининской линии, строительство которой неоднократно откладывалось.